# Pradelles-Cabardès
Pradelles-Cabardès là một xã của Pháp, nằm ở tỉnh Aude trong vùng Occitanie.
Người dân địa phương trong tiếng Pháp gọi là Pradellois.
Xã này nằm dưới chân Pic de Nore, đỉnh của Montagne Noire, sườn phía nam là công viên tự nhiên vùng Haut-Languedoc sur l'Arnette.

Xã này gồm 3 làng Pradelles, les Jouys và Fournès.

## Hành chính
| Danh sách các xã trưởng                |           |                |      |         |
| Giai đoạn                              | Giai đoạn | Tên            | Đảng | Tư cách |
| tháng 3 năm 2001                       |           | Serge Cazanave |      |         |
| Tất cả các dữ liệu trước đây không rõ. |           |                |      |         |

## Thông tin nhân khẩu
| Năm | 1962 | 1968 | 1975 | 1982 | 1990 | 1999 |
| --- | ---- | ---- | ---- | ---- | ---- | ---- |
| Dân số | 198  | 223  | 187  | 183  | 153  | 160  |
| From the year 1968 on: No double counting—residents of multiple communes (e.g. students and military personnel) are counted only once. |      |      |      |      |      |      |